# Nicéforo Diógenes
Nicéforo Diógenes (em grego: Νικηφόρος Διογένης; em latim: Nicephorus Diogenes) foi o filho do imperador bizantino Romano IV Diógenes (r. 1068-1071) e Eudócia Macrembolitissa (r. 1059-1067). Coroado coimperador durante o reinado de seu pai, mais tarde serviu como um general durante o reinado do imperador Aleixo I Comneno (r. 1081-1118), marcando sucessos nas campanhas bizantinas contra os normandos e pechenegues, bem como  o governador de Creta.

## Vida
O pai de Nicéforo, Romano IV Diógenes, morreu quando ele era ainda um garoto. Embora elevado ao posto de coimperador em seu nascimento, foi banido para um mosteiro junto com sua mãe após a queda de Romano. Aleixo I Comneno assumiu-o e seu irmão Leão Diógenes e tratou-os bem. Enquanto em campanha contra as forças bárbaras lideradas por Bolcano, Nicéforo Diógenes planejou matar o imperador e usurpar o trono. Ele colocou sua tenda muito próxima da do imperador e a noite escondeu sua espada e entrou na tenda, pretendendo matá-lo. Contudo, enquanto o imperador estava dormindo uma empregada foi acordada abanando mosquitos. Vendo a empregada, o Nicéforo entrou em pânico e fugiu de volta para sua tenda. Mais tarde, ele tentou novamente na casa de Constantino Ducas Porfirogênito na região de Serres, na Macedônia. Desta vez, contudo, foi pego tentando entrar na casa de banho com sua espada.
Após sua prisão, ele revelou que a imperatriz Maria Bagrationi (r. 1071-1081) sabia da conspiração, mas insistiu para não matar Aleixo, apenas derrubá-lo. Foi também revelado que Diógenes tinha muitos coconspiradores. Matar ou mutilar todos seria perigoso para Aleixo, que temia que suas tropas fariam motim se enviasse essa ordem. Ao invés disso, ele circulou o rumor que Diógenes havia sido cegado, de modo a causar medo em seus coconspiradores. O plano funcionou, mas o rumor tornou-se tão forte que os homens de Aleixo estavam convencidos que eles foram realmente ordenados a cegar Nicéforo Diógenes. Assim, sem a permissão do imperador, que gostava muito do homem, Nicéforo Diógenes foi cegado. Nicéforo Diógenes viveu sua vida sob proteção do imperador e estudou história e outras ciências, fazendo seus serventes lerem em voz alta para ele.